# Satoshi Yoshioka
Satoshi Yoshioka (født 6. juli 1987) er en tidligere japansk fodboldspiller.
Han har spillet for flere forskellige klubber i sin karriere, herunder Yokohama FC og Thespa Kusatsu.